# Ciornopillea (Bilohirsk)
Ciornopillea (în ucraineană Чорнопілля) este localitatea de reședință a comunei Ciornopillea din raionul Bilohirsk, Republica Autonomă Crimeea, Ucraina.

## Demografie
Componența lingvistică a localității Ciornopillea
     Rusă (56,96%)
     Tătară crimeeană (29,44%)
     Ucraineană (10,76%)
     Greacă (2,38%)
     Alte limbi (0,08%)
Conform recensământului din 2001, majoritatea populației localității Ciornopillea era vorbitoare de rusă (56,96%), existând în minoritate și vorbitori de tătară crimeeană (29,44%), ucraineană (10,76%) și greacă (2,38%).